# Герои Социалистического Труда Архангельской области
В настоящий список включены:

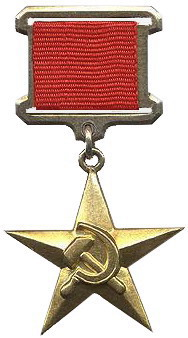
Золотая медаль «Серп и Молот»

- Герои Социалистического Труда, на момент присвоения звания проживавшие на территории Архангельской области, — 86 человек;
- уроженцы Архангельской области, удостоенные звания Героя Социалистического Труда в других регионах СССР, — 43 человека;
- Герои Социалистического Труда, прибывшие в Архангельскую область на постоянное проживание из других регионов, — 1 человек;
- лица, лишённые звания Героя Социалистического Труда, — 1 человек.

Вторая и третья части списка могут быть неполными из-за отсутствия данных о месте рождения и месте смерти ряда Героев.
В таблицах отображены фамилия, имя и отчество Героев, должность и место работы на момент присвоения звания, дата Указа Президиума Верховного Совета СССР, отрасль народного хозяйства, место рождения, а также ссылка на биографическую статью на сайте «Герои страны» (знаком * выделены регионы, не относящиеся к Архангельской области). Формат таблиц предусматривает возможность сортировки по указанным параметрам путём нажатия на стрелку в нужной графе.

## История
Первое присвоение звания Героя Социалистического Труда в Архангельской области произошло 17 июня 1949 года, когда Указом Президиума Верховного Совета СССР за получение высокой продуктивности животноводства были награждены пятеро животноводов Холмогорского и Исакогорского районов: Е. М. Колтовая, А. В. Коробова, А. А. Лисина, Е. А. Морозова и А. А. Фомин.
Наибольшее количество Героев Социалистического Труда в Архангельской области приходится на лесопромышленную и бумажно-целлюлозную отрасль — 22 человека, сельское хозяйство — 21, судостроение — 20. Остальные Герои работали в сфере транспорта и связи — 9, рыбном хозяйстве — 4, строительстве — 4, ракетно-космической отрасли — 3, газовой промышленности — 2, здравоохранении — 1.

## Лица, удостоенные звания Героя Социалистического Труда в Архангельской области

## Уроженцы Архангельской области, удостоенные звания Героя Социалистического Труда в других регионах СССР
| №         | Фамилия, имя, отчество           | Даты жизни              | Деятельность | Дата присвоения | Отрасль            | Место рождения       | ГС        |
| --------- | -------------------------------- | ----------------------- | --- | --------------- | ------------------ | -------------------- | --------- |
| 1e-06     | Ардеев Клавдий Валерианович      | 11.02.1924 — 29.06.1981 | Капитан среднего рыболовного траулера «Аист» Управления сельдяного флота, Мурманская область | 13.04.1963      | рыбхоз             | Ненецкий АО          | [ ГС 1 ]  |
| 1         | Бреховских Леонид Максимович     | 06.05.1917 — 15.01.2005 | Руководитель отдела акустики океана Института океанологии имени П. П. Ширшова Академии наук СССР, академик АН СССР, гор. Москва                                                                            | 05.05.1987      | наука              | Вилегодский район    | [ ГС 2 ]  |
| 2         | Волынкин Николай Петрович        | 27.11.1913 — 24.11.1956 | Звеньевой колхоза «Молот» Шегарского района Томской области | 30.03.1948      | сельское хозяйство | Котласский район     | [ ГС 3 ]  |
| 3         | Волыхин Анатолий Фёдорович       | 12.05.1925 — 08.10.2008 | Машинист экскаватора Оленегорского горнообогатительного комбината Министерства чёрной металлургии СССР, Мурманская область                                                                                 | 22.03.1966      | металлургия        | Верхнетоемский район | [ ГС 4 ]  |
| 4         | Голенищев Алексей Никифорович    | 25.02.1910 — 29.07.1980 | Генеральный директор научно-производственного объединения «Позитрон» Министерства электронной промышленности СССР, гор. Ленинград                                                                          | 26.04.1971      | радиоэлектронпром  | Приморский район     | [ ГС 5 ]  |
| 5         | Гурьев Пётр Васильевич           | 1915 — ????             | Комбайнер Чугуевской МТС Степновского района Ставропольского края | 11.01.1957      | сельское хозяйство | ?                    | [ ГС 6 ]  |
| 6         | Едемский Александр Григорьевич   | 04.11.1913 — 03.03.1983 | Капитан-директор большого морозильного рыболовного траулера «Валерий Быковский» Рижской базы рефрижераторного рыболовного флота, Латвийская ССР                                                            | 01.10.1965      | рыбхоз             | Шенкурский район     | [ ГС 7 ]  |
| 7         | Епифанов Николай Владимирович    | 1919 — ????             | Машинист турбинного цеха Южно-Уральской ГРЭС Челябэнерго Министерства энергетики и электрификации СССР, Челябинская область                                                                                | 04.10.1966      | энергетика         | ?                    |           |
| 8         | Журавлёв Николай Фёдорович       | 18.07.1926 — 07.10.2015 | Аппаратчик химико-фармацевтического завода «Акрихин» Министерства медицинской промышленности СССР, Ногинский район Московской области                                                                      | 20.02.1974      | медпром            | Каргопольский район  | [ ГС 8 ]  |
| 9         | Зуев Евгений Евлампиевич         | род. 1922               | Начальник шахтоуправления имени Киселёва треста «Торезантрацит» комбината «Артёмуголь» Министерства угольной промышленности Украинской ССР, Донецкая область                                               | 29.06.1966      | углепром           | ?                    |           |
| 9.000002  | Иванов Павел Никандрович         | 30.08.1906 — 28.10.2002 | Начальник Ленского речного пароходства Министерства речного флота РСФСР, гор. Якутск | 14.09.1966      | транспорт          | Ненецкий АО          | [ ГС 9 ]  |
| 10        | Исаева Мария Степановна          | 1910 — ????             | Агроном колхоза «Новая жизнь» Житковичского района Гомельской области | 30.04.1966      | сельское хозяйство | Вельский район       | [ ГС 10 ] |
| 11        | Кирьянов Иван Иванович           | 27.04.1914 — ????       | Машинист котельного цеха ГЭС № 8 имени С. М. Кирова Ленэнерго Министерства энергетики и электрификации СССР, Тосненский район Ленинградской области                                                        | 04.10.1966      | энергетика         | Холмогорский район   | [ ГС 11 ] |
| 12        | Климов Борис Николаевич          | 07.11.1928 — 05.04.2011 | Директор совхоза «Станционный» Комсомольского района Кустанайской области | 10.12.1973      | сельское хозяйство | Вилегодский район    | [ ГС 12 ] |
| 13        | Кондаков Фёдор Германович        | 20.05.1923 — 28.04.2001 | Бригадир слесарей-судоремонтников производственного объединения «Мурманская судоверфь» Министерства рыбного хозяйства СССР, Мурманская область                                                             | 01.03.1976      | рыбхоз             | Архангельск          | [ ГС 13 ] |
| 14        | Коптяков Герман Михайлович       | 05.05.1918 — 16.01.2010 | Боцман среднего рыболовного рефрижераторного траулера «Пингвин» Мурмансельди Министерства рыбного хозяйства СССР, Мурманская область                                                                       | 26.04.1971      | рыбхоз             | Мезенский район      | [ ГС 14 ] |
| 15        | Корпашвили Шалва Иванович        | 1910 — ????             | Слесарь завода «Тбилводоприбор» управления Тбилисского водопровода | 20.12.1966      | приборостроение    | ?                    |           |
| 16        | Котов Василий Никитович          | 09.05.1902 — 08.12.1987 | Начальник горного управления Магнитогорского металлургического комбината Челябинского совнархоза | 19.07.1958      | металлургия        | Устьянский район     | [ ГС 15 ] |
| 17        | Ларионов Алексей Николаевич      | 19.08.1907 — 22.09.1960 | Первый секретарь Рязанского обкома КПСС | 25.12.1959      | госуправление      | Онежский район       | [ ГС 16 ] |
| 18        | Лукинский Фёдор Григорьевич      | 05.02.1927 — 04.12.2021 | Бригадир крепильщиков шахты № 31—32 Джезказганского горно-металлургического комбината имени К. И. Сатпаева Министерства цветной металлургии СССР, Карагандинская область                                   | 20.05.1966      | металлургия        | Устьянский район     | [ ГС 17 ] |
| 19        | Маклаков Андрей Яковлевич        | 17.10.1906 — 29.07.1976 | Капитан рыболовного траулера «Треска» Управления тралового флота, Мурманская область | 13.04.1963      | рыбхоз             | Приморский район     | [ ГС 18 ] |
| 20        | Маковеев Александр Фёдорович     | 08.03.1913 — 13.06.1991 | Бригадир комплексной бригады каменщиков треста «Мурманрыбстрой» Мурманского совнархоза | 09.08.1958      | строительство      | Вельский район       | [ ГС 19 ] |
| 21        | Мигалкин Анатолий Николаевич     | 16.04.1938 — 15.08.2007 | Пилот-инструктор Ленинградского управления гражданской авиации Министерства гражданской авиации СССР | 15.06.1984      | транспорт          | Архангельск          | [ ГС 20 ] |
| 22        | Милдажене Венера Васильевна      | 1927 — ????             | Крановщица управления механизации № 70 треста механизации Министерства строительства Литовской ССР | 01.10.1965      | строительство      | Каргопольский район  |           |
| 23        | Моисеев Геннадий Васильевич      | 17.06.1937 — 09.09.2011 | Бригадир проходчиков шахтостроительного управления № 1 комбината «Печоршахтострой», гор. Воркуты, Коми АССР                                                                                                | 11.08.1966      | строительство      | Архангельск          | [ ГС 21 ] |
| 24        | Мошников Константин Матвеевич    | 08.01.1924 — 23.09.2010 | Старший мастер по добыче рыбы промыслово-производственного рефрижератора «Заполярный» Мурманского тралового флота Министерства рыбного хозяйства СССР                                                      | 26.04.1971      | рыбхоз             | Приморский район     | [ ГС 22 ] |
| 25        | Олонцев Михаил Иванович          | 15.10.1911 — 12.11.1990 | Директор Братского лесопромышленного комплекса Министерства целлюлозно-бумажной промышленности СССР, Иркутская область                                                                                     | 20.04.1971      | леспром            | Холмогорский район   | [ ГС 23 ] |
| 26        | Петров Георгий Иванович          | 31.05.1912 — 13.05.1987 | Математик, механик, академик Академии наук СССР, гор. Москва | 17.06.1961      | наука              | Пинежский район      | [ ГС 24 ] |
| 27        | Пинежанинов Андрей Фёдорович     | 14.09.1910 — 22.06.1996 | Капитан дизель-электрохода «Индигирка» Мурманского морского пароходства Министерства морского флота СССР                                                                                                   | 09.08.1963      | транспорт          | Котласский район     | [ ГС 25 ] |
| 28        | Попов Василий Александрович      | 12.03.1921 — 26.10.1991 | Старший механик траулера «Воткинск» Управления тралового флота, Мурманская область | 13.04.1963      | рыбхоз             | Шенкурский район     | [ ГС 26 ] |
| 29        | Попова Мария Андреевна           | 23.05.1923 — 24.04.1972 | Старшая крановщица Калининградского морского торгового порта Министерства морского флота СССР | 07.03.1960      | транспорт          | Шенкурский район     | [ ГС 27 ] |
| 30        | Поршнева Ульяна Яковлевна        | 21.09.1909 — ????       | Тростильщица Прядильно-ниточного комбината имени С. М. Кирова Ленинградского совнархоза | 21.06.1957      | легпром            | ?                    | [ ГС 28 ] |
| 31        | Пугин Михаил Васильевич          | 14.10.1908 — 28.09.1975 | Старший ветеринарный врач свиноводческого совхоза «Канаш» Министерства совхозов СССР, Шенталинский район Куйбышевской области                                                                              | 03.12.1949      | сельское хозяйство | ?                    | [ ГС 29 ] |
| 32        | Пургин Афанасий Николаевич       | 1902—1971               | Гарпунёр китобойного судна «Слава 8» китобойной флотилии «Слава» Министерства рыбной промышленности СССР, Одесская область                                                                                 | 09.03.1950      | рыбхоз             | Приморский район     | [ ГС 30 ] |
| 33        | Резвая Нина Алексеевна           | 26.01.1923 — 07.02.2015 | Учительница средней школы № 4, гор. Гатчина Ленинградской области | 01.07.1968      | образование        | Архангельск          | [ ГС 31 ] |
| 34        | Сафронов Александр Яковлевич     | 20.12.1923 — 05.07.2006 | Бригадир комплексной бригады строительного управления треста «Мурманскжилстрой» Министерства строительства предприятий тяжёлой индустрии СССР, гор. Мурманск                                               | 05.04.1971      | строительство      | Верхнетоемский район | [ ГС 32 ] |
| 35        | Сивухина Ольга Васильевна        | 1895 — 20.08.1967       | Председатель колхоза имени Кирова Петровского района Куйбышевской области | 05.07.1949      | сельхоз            | Каргопольский район  | [ ГС 33 ] |
| 36        | Сизов Александр Александрович    | 10.04.1913 — 26.12.1972 | Начальник Главленинградстроя при исполкоме Ленинградского городского Совета депутатов трудящихся | 18.11.1965      | строительство      | Архангельск          | [ ГС 34 ] |
| 37        | Смолин Николай Васильевич        | 19.12.1928 — 07.01.1974 | Главный геолог партии Кировской экспедиции Министерства геологии Украинской ССР, гор. Киев | 02.01.1974      | геология           | Коношский район      | [ ГС 35 ] |
| 38        | Сухондяевский Авенир Павлович    | 27.11.1915 — 30.10.1981 | Капитан-директор большого морозильного рыболовного траулера «Казань» управления «Запрыбхолодфлот», Калининградская область                                                                                 | 13.04.1963      | рыбхоз             | Вельский район       | [ ГС 36 ] |
| 39        | Телов Прокопий Фёдорович         | 22.07.1912 — 07.05.1978 | Капитан большого морозильного рыболовного траулера «Салтыков-Щедрин» Управления тралового флота, Мурманская область                                                                                        | 13.04.1963      | рыбхоз             | Онежский район       | [ ГС 37 ] |
| 40        | Тропников Николай Иванович       | 18.01.1926 — ????       | Бригадир водителей Главмосавтотранса исполнительного комитета Московского городского Совета депутатов трудящихся                                                                                           | 07.09.1976      | транспорт          | Вилегодский район    | [ ГС 38 ] |
| 41        | Шайтанов Дмитрий Иванович        | 08.11.1907 — 14.04.1982 | Капитан рыболовного траулера «Перекоп» Управления тралового флота, Мурманская область | 13.04.1963      | рыбхоз             | Онежский район       | [ ГС 39 ] |
| 42        | Шехурин Владимир Владимирович    | 28.06.1927 — 31.10.2003 | Бригадир проходчиков управления строительства Красносельских шахт треста «Челябинскшахтострой» Главуралшахтостроя Министерства строительства предприятий угольной промышленности СССР, Челябинская область | 26.04.1957      | строительство      | Пинежский район      | [ ГС 40 ] |
| 42.000003 | Шубина Евстолия Ильинична        | 01.01.1938 — 02.10.1999 | Доярка совхоза «Тулома» Кольского района Мурманской области | 23.12.1976      | сельское хозяйство | Ненецкий АО          | [ ГС 41 ] |
| 43        | Якимов Александр Пантелеймонович | 1924—1983               | Начальник Нижнеодесского управления буровых работ объединения «Коминефть» Министерства нефтяной промышленности СССР, Коми АССР                                                                             | 30.03.1971      | нефтепром          | Ленский район        | [ ГС 42 ] |

Страница на сайте «Герои страны»
1. ↑  Ардеев Клавдий Валерианович. Дата обращения: 16 октября 2018. Архивировано 17 января 2019 года.
2. ↑  Бреховских Леонид Максимович. Дата обращения: 16 октября 2018. Архивировано 28 декабря 2017 года.
3. ↑  Волынкин Николай Петрович. Дата обращения: 16 октября 2018. Архивировано 11 ноября 2017 года.
4. ↑  Волыхин Анатолий Фёдорович. Дата обращения: 26 июня 2019. Архивировано 1 июля 2019 года.
5. ↑  Голенищев Алексей Никифорович. Дата обращения: 16 октября 2018. Архивировано 27 февраля 2019 года.
6. ↑  Гурьев Пётр Васильевич. Дата обращения: 16 октября 2018. Архивировано 31 октября 2019 года.
7. ↑  Едемский Александр Григорьевич. Дата обращения: 16 октября 2018. Архивировано 31 декабря 2018 года.
8. ↑  Журавлёв Николай Фёдорович. Дата обращения: 16 октября 2018. Архивировано 16 декабря 2017 года.
9. ↑  Иванов Павел Никандрович. Дата обращения: 16 октября 2018. Архивировано 19 октября 2018 года.
10. ↑  Исаева Мария Степановна. Дата обращения: 20 октября 2018. Архивировано 21 октября 2018 года.
11. ↑  Кирьянов Иван Иванович. Дата обращения: 16 октября 2018. Архивировано 20 января 2018 года.
12. ↑  Климов Борис Николаевич. Дата обращения: 6 марта 2020. Архивировано 28 июля 2020 года.
13. ↑  Кондаков, Фёдор Германович. Дата обращения: 6 июня 2023. Архивировано 17 января 2019 года.
14. ↑  Коптяков Герман Михайлович. Дата обращения: 16 октября 2018. Архивировано 17 января 2019 года.
15. ↑  Котов Василий Никитович. Дата обращения: 16 октября 2018. Архивировано 12 ноября 2018 года.
16. ↑  Ларионов Алексей Николаевич. Дата обращения: 16 октября 2018. Архивировано 3 января 2019 года.
17. ↑  Лукинский Фёдор Григорьевич. Дата обращения: 16 октября 2018. Архивировано 18 декабря 2017 года.
18. ↑  Маклаков Андрей Яковлевич. Дата обращения: 16 октября 2018. Архивировано 18 октября 2018 года.
19. ↑  Маковеев Александр Фёдорович. Дата обращения: 16 октября 2018. Архивировано 17 января 2019 года.
20. ↑  Мигалкин Анатолий Николаевич. Дата обращения: 16 октября 2018. Архивировано 2 мая 2018 года.
21. ↑  Моисеев Геннадий Васильевич. Дата обращения: 21 августа 2019. Архивировано 6 ноября 2019 года.
22. ↑  Мошников Константин Матвеевич. Дата обращения: 16 октября 2018. Архивировано 17 января 2019 года.
23. ↑  Олонцев Михаил Иванович. Дата обращения: 16 октября 2018. Архивировано 17 ноября 2019 года.
24. ↑  Петров Георгий Иванович. Дата обращения: 16 октября 2018. Архивировано 2 декабря 2013 года.
25. ↑  Пинежанинов Андрей Фёдорович. Дата обращения: 16 октября 2018. Архивировано 30 июня 2015 года.
26. ↑  Попов Василий Александрович. Дата обращения: 16 октября 2018. Архивировано 30 декабря 2019 года.
27. ↑  Попова Мария Андреевна. Дата обращения: 16 октября 2018. Архивировано 17 ноября 2015 года.
28. ↑  Поршнева Ульяна Яковлевна.
29. ↑  Пугин Михаил Васильевич. Дата обращения: 28 февраля 2019. Архивировано 1 марта 2019 года.
30. ↑  Пургин Афанасий Николаевич. Дата обращения: 16 октября 2018. Архивировано 11 июня 2021 года.
31. ↑  Резвая Нина Алексеевна. Дата обращения: 16 октября 2018. Архивировано 8 сентября 2018 года.
32. ↑  Сафронов Александр Яковлевич. Дата обращения: 16 октября 2018. Архивировано 17 января 2019 года.
33. ↑  Сивухина Ольга Васильевна. Дата обращения: 7 сентября 2023. Архивировано 7 сентября 2023 года.
34. ↑  Сизов Александр Александрович. Дата обращения: 16 октября 2018. Архивировано 29 декабря 2018 года.
35. ↑  Смолин Николай Васильевич. Дата обращения: 6 июля 2020. Архивировано 6 июля 2020 года.
36. ↑  Сухондяевский Авенир Павлович. Дата обращения: 16 октября 2018. Архивировано 31 октября 2016 года.
37. ↑  Телов Прокопий Фёдорович. Дата обращения: 16 октября 2018. Архивировано 17 января 2019 года.
38. ↑  Тропников Николай Иванович.
39. ↑  Шайтанов Дмитрий Иванович. Дата обращения: 16 октября 2018. Архивировано 2 января 2019 года.
40. ↑  Шехурин Владимир Владимирович. Дата обращения: 15 декабря 2021. Архивировано 15 декабря 2021 года.
41. ↑  Шубина Евстолия Ильинична. Дата обращения: 26 июня 2019. Архивировано 21 января 2020 года.
42. ↑  Якимов Александр Пантелеймонович. Дата обращения: 16 октября 2018. Архивировано 26 августа 2018 года.

## Герои Социалистического Труда, прибывшие в Архангельскую область на постоянное проживание из других регионов
| № | Фамилия, имя, отчество | Даты жизни              | Деятельность                                                                                                 | Дата присвоения | Отрасль   | Район проживания | ГС       |
| - | ---------------------- | ----------------------- | --- | --------------- | --------- | ---------------- | -------- |
| 1 | Вавилов Павел Иванович | 03.08.1909 — 18.01.1966 | Старший машинист ледокола Мурманского государственного морского арктического пароходства, Мурманская область | 03.08.1960      | транспорт | Архангельск      | [ ГС 1 ] |

## Лица, лишённые звания Героя Социалистического Труда
| № | Фамилия, имя, отчество | Даты жизни              | Деятельность | Дата присвоения | Дата лишения | Отрасль | Место рождения             | ГС       |
| - | ---------------------- | ----------------------- | --- | --------------- | ------------ | ------- | -------------------------- | -------- |
| 1 | Семенчук Михаил Ильич  | 25.12.1929 — 09.06.2010 | Бригадир малой комплексной бригады Усть-Шоношского леспромхоза Архангельского экономического административного района, Вельский район | 04.03.1960      | 24.05.1967   | леспром | *Ивано-Франковская область | [ ГС 1 ] |

Страница на сайте «Герои страны»
1. ↑  Семенчук Михаил Ильич. Дата обращения: 16 октября 2018. Архивировано 10 февраля 2018 года.